# Туолбачан
Туолбача́н — река в Олёкминском районе Якутии, приток Лены. Длина реки равна 181 километру, площадь водосбора составляет 3920 км².
Начинается в лиственнично-берёзовом лесу под названием Иккис-Билир, течёт через лиственничную тайгу по дуге, сначала на запад, потом на север и северо-восток, в низовьях — по ущелью с крутыми берегами. Впадает в Лену справа на расстоянии 1954 километра от её устья напротив Хатынг-Тумула на высоте около 114 метров над уровнем моря. Ширина реки в приустьевой части равна 45 метрам, глубина — 0,8 метра, скорость течения 0,7 м/с.
Населённых пунктов на реке нет.
В водах реки обитает 29 видов водорослей, фитопланктон представлен видами из числа Bacillariophyta и Desmidiales: Cymbella lanceolata, Cosmarium amphichondrum, Nitzschia macilenta, Cosmoastrum punctulatum, Tabellaria fenestrata. Преобладающие виды ихтиофауны — ленок, сиг, щука.
Название на якутском означает «маленькая Туолба» — от якутского уолба — «высыхающее озеро».
По реке проходит сплавной туристический маршрут 2 категории сложности.

## Притоки
Объекты перечислены по порядку от устья к истоку.
- 12 км: Диринг-Юрях[2] (лв)
- 44 км: Арангастах[2] (пр)
- 52 км: Туорчаны[2] (лв)
- 57 км: Сюрех[2] (лв)
- 61 км: Атырджах[2] (лв)
- 66 км: Булунг[2] (лв)
- 86 км: Куччугуй-Куранах[2] (лв)
- 108 км: Улахан-Курунгнах[2] (лв)
- 116 км: Оччугуй-Курунгнах[2] (лв)
- 127 км: Аллара-Сикей[2] (лв)
- 135 км: Орто-Сикей[6] (лв)
- 136 км: Уэся-Сикей[6] (лв)
- 148 км: Улахан-Харыялах[7] (лв)
- 152 км: Томтон[7] (пр)
- 155 км: Куччугуй-Харыялах[7] (лв)
- 158 км: Нилбыгыр[7] (лв)

## Данные водного реестра
По данным государственного водного реестра России относится к Ленскому бассейновому округу, водохозяйственный участок реки — Лена от устья Олёкмы до в/п п. Покровск. Речной бассейн реки — Лена, речной подбассейн — Лена между впадением Олекмы и Алдана.
Код объекта в государственном водном реестре — 18030500112217200029426.